# امسکروض
امسکروض (به فرانسوی: Amskroud) یک منطقهٔ مسکونی در مراکش است که در سوس ماسه درعه واقع شده‌است.

## خصوصیات
امسکروض ۱۰٬۰۲۰ نفر جمعیت دارد.